# Aldo Bueno
Aldo Bueno (São Paulo, 16 de maio de 1950) é um ator e cantor, paulistano. 

## Carreira
Iniciou sua carreira artística no teatro em 1972.  Foi puxador da escola de samba da Vai-Vai e já participou de montagens como Arena Contra Zumbi, Ópera do Malandro, Gota d'água.

### No cinema
| Ano  | Título                                        | Personagem          | Notas          |
| ---- | --------------------------------------------- | ------------------- | -------------- |
| 2022 | Predestinado: Arigó e o Espírito do Dr. Fritz | Jorge               |                |
| 2020 | Menarca                                       | Dado                | Curta-metragem |
| 2016 | A Grávida da Cinemateca                       | Mário Paz e Silva   |                |
| 2016 | Mais Forte que o Mundo                        | Sabará              |                |
| 2016 | Mundo Deserto de Almas Negras                 | Coronel             |                |
| 2012 | Cara ou Coroa                                 | —                   |                |
| 2008 | Linha de Passe                                | Motorista de ônibus |                |
| 2003 | O Preço da Paz                                | Firmino             |                |
| 2002 | O Príncipe                                    | Sambista            |                |
| 2000 | Mário                                         |                     |                |
| 1998 | Boleiros - Era uma Vez o Futebol...           | Paulinho Majestade  |                |
| 1997 | O Cangaceiro                                  | Zé Macaco           |                |
| 1987 | Anjos da Noite                                | Bimbo               |                |
| 1987 | O País dos Tenentes                           | —                   |                |
| 1984 | O Clube do Sexo                               | —                   |                |
| 1983 | A Próxima Vítima                              | Nego                |                |
| 1981 | O Homem que Virou Suco                        | —                   |                |
| 1981 | Eles Não Usam Black-Tie                       | Companheiro         |                |
| 1980 | Os Amantes da Chuva                           | —                   |                |
| 1979 | Mulher, Mulher                                | Homem no estábulo   |                |
| 1978 | Doramundo                                     | Manuelão            |                |
| 1973 | O Homem que Descobriu o Nu Invisível          | Negro               |                |

### Na televisão
| Ano       | Título                      | Personagem                  | Notas                          |
| --------- | --------------------------- | --------------------------- | ------------------------------ |
| 2009-2011 | 9mm: São Paulo              | Genésio Vilaverde           | 9 episódios                    |
| 2005      | Carandiru, Outras Histórias | Santão                      | Episódio: "Além da Imaginação" |
| 2004      | A Escrava Isaura            | Pai de Juliana              | Participação Especial          |
| 1986      | Sinhá Moça                  | Pedro                       |                                |
| 1985      | Caso Verdade                | Carlos                      | Episódio: "Contrato de Risco"  |
| 1984      | Jerônimo                    | João Corisco / João de Deus |                                |
| 1976      | Estúpido Cupido             | Policial                    | Participação Especial          |
| 1975      | Meu Rico Português          | —                           |                                |

## No Teatro[5]
- 2004 - A Profecia da Lua
- 1999 - Boca de Ouro
- 1989 - O País dos Elefantes
- 1985 - A Última Comédia de Amor
- 1984 - Sai da Frente que Atrás Vem Gente
- 1979 - Ópera do Malandro
- 1975 - Equus
- 1974 - Bonitinha, mas Ordinária
- 1973 - O Verdugo
- 1972 - A Viagem

## Prêmios
- Prêmio de melhor ator do Festival de Gramado e Prêmio APCA (1984) por sua atuação em A Próxima Vítima (filme)